# Henry Carteret, 1. Baron Carteret

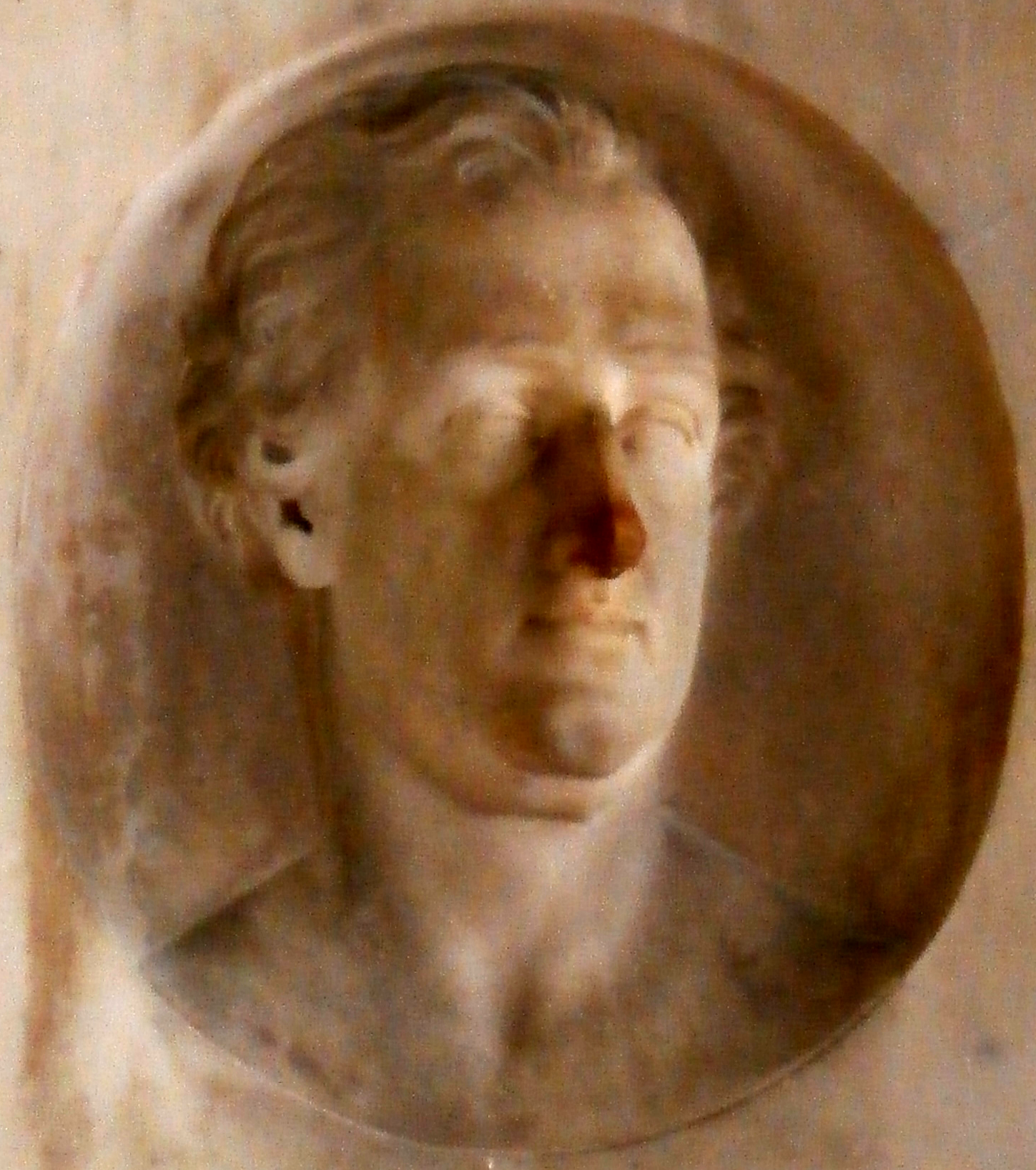
Henry Frederick Thynne. Detail von seinem Grabdenkmal in Kilkhampton Church

Henry Frederick Carteret, 1. Baron Carteret PC (Geburtsname: Henry Frederick Thynne; * 17. November 1735 in London; † 17. Juni 1826 in Haynes, Bedfordshire) war ein britischer Adliger und Politiker. Er wurde viermal als Abgeordneter in das House of Commons gewählt und war von 1770 bis 1789 Generalpostmeister von Großbritannien.

## Herkunft und Jugend
Henry Frederick Carteret entstammte der Familie Thynne. Er wurde als Henry Frederick Thynne als zweiter Sohn von Thomas Thynne, 2. Viscount Weymouth und seiner zweiten Frau Louisa Carteret, einer Tochter von John Carteret, 2. Earl Granville, geboren. Er besuchte die Market Street School in Markyate in Hertfordshire und studierte ab 1752 am St John’s College in Cambridge, wo er 1753 seinen Abschluss als Master machte. 1769 wurde er Doktor der Rechte.

## Karriere als Politiker

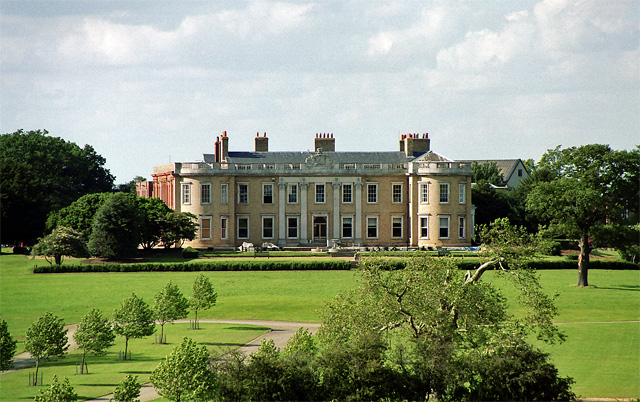
Hawnes Place, der Landsitz von Henry Frederick Carteret

Nachdem er bei den Unterhauswahlen 1757 ursprünglich für Wiltshire, wo der Großteil des Familienbesitzes lag, kandidieren sollte, wurde er schließlich als Abgeordneter für den Wahlkreis Staffordshire gewählt, wobei ihn Lord Gower, ein Freund seines Bruders Thomas Thynne, 3. Viscount Weymouth, unterstützte. Bei der nächsten Wahl von 1761 wurde er für Weobley gewählt, wo der Wahlkreis vollständig von seiner Familie kontrolliert wurde. Nachdem er das Amt des Groom of the Bedchamber abgelehnt hatte, erhielt er im Gegenzug für die Unterstützung der Regierung des Earl of Bute durch seinen Bruder im Dezember 1762 das Amt des Clerk Comptroller of Board of Green Cloth, dem Verwaltungsgremium des königlichen Haushalts, wodurch er jährliche Einkünfte in Höhe von £ 1000 hatte. Dieses Amt verlor er im Juli 1765, als die Regierung von Premierminister George Grenville gestürzt wurde. 
Im House of Commons unterstützte Thynne nun die Opposition um den Duke of Bedford und lehnte die Stempelsteuer ab. Als 1768 Augustus FitzRoy, 3. Duke of Grafton Premierminister wurde, erhielt Thynne durch Bedfords Einfluss im März das Amt des Master of the Household, durch das er jedoch nur Einkünfte von £ 518 jährlich hatte. Sein Bruder Lord Weymouth, der Secretary of State geworden war, versuchte vergeblich, ihm zu einem lukrativeren Amt wie das des Botschafters in Madrid oder das des Vice-Treasurer of Ireland zu verhelfen, dies scheiterte vermutlich, weil Thynne König Georg III. als eher passiver Parlamentarier aufgefallen war. Nach dem drohenden Krieg um die Falklandinseln 1770, nach dem die Regierung einschließlich seines Bruders zurücktrat, verlor auch Thynne im Dezember 1770 sein Amt. Er erhielt aber das Amt des Postmaster General, weshalb er sein Abgeordnetenmandat niederlegen musste, und wurde am 19. Dezember 1770 Mitglied des Privy Council. Im Gegenzug musste sein Bruder Lord Weymouth Bamber Gascoyne als neuen Abgeordneten für Weobley wählen lassen, der die Politik der Regierung unterstützen musste.

## Postmaster General und Erbe der Familie Carteret
Die Arbeit als Postmaster General erledigte großteils der Sekretär Anthony Todd, bei dem sich Thynne trotz seiner jährlichen Einkünfte in Höhe von fast £ 3000, die er durch das Amt hatte, zusätzlich verschuldete.
Nach dem Tod seines kinderlosen Onkels Robert Carteret, 3. Earl Granville, eines Bruders seiner Mutter, erbte er im Februar 1776 nach dem Testament seines Großvaters John Carteret, 2. Earl Granville dessen Besitzungen, weshalb er dessen Nachnamen Carteret annahm. Dazu erbte er lebenslang das Amt des High Bailiff für Jersey. Am 29. Januar 1784 wurde er zum Baron Carteret, of Hawnes in the County of Bedford, erhoben, dabei wurde festgelegt, dass er den Titel auch an jüngere Söhne seines Bruders Lord Weymouth vererben durfte. Nachdem sein Bruder zum Marquess of Bath erhoben worden war, gab er im September 1789 sein Amt als Postmaster General ab. Ab 1785 ließ er seinen Landsitz Hawnes Place bei Haynes vermutlich durch James Lewis umbauen.

## Heirat und Erbe
Er heiratete am 9. Juli 1810 Eleanor Smart (um 1741–1817), die zuvor 43 Jahre lang seine Geliebte gewesen war. Er wurde in der Kirche von Kilkhampton in Cornwall begraben. Da er keine Kinder hatte, erbte sein Neffe George seine Besitzungen und den Titel Baron Carteret. 